# Halecium pyriforme
Halecium pyriforme är en nässeldjursart som beskrevs av Hirohito 1995    . Halecium pyriforme ingår i släktet Halecium och familjen Haleciidae. Inga underarter finns listade i Catalogue of Life.